# Winston Graham
Winston Mawdsley Graham, OBE (* 30. Juni 1908 in Manchester; † 10. Juli 2003 in London), war ein britischer Schriftsteller. Er lebte in Cornwall und London. Er war Mitglied der Royal Society of Literature und des Order of the British Empire.

## Auszeichnungen
- 1955 Crossed Red Herrings Award (CWA Gold Dagger) für The Little Walls (dt.: Abgrund des Herzens)

## Werke
- Fortuna ist eine Frau. Roman. Scherz, Bern 1958
- Stille Teilhaber. Roman. Deutsch von Ursula von Wiese. Müller, Rüschlikon/Zürich 1958
- Abgrund des Herzens. Roman. Deutsch von Karl Hellwig. Scherz, Bern 1959
- Das Rätsel der Anya Stonaris. Kriminalroman. Scherz, Bern 1960
- Das verfallene Haus. Roman. Deutsch von Maria Meinert. Scherz, Bern 1961
- Marnie. Übers. Hans Martin Tilgen. Scherz, Bern 1962
- Die zweite Geige stirbt. Kriminalroman. Deutsch von Ursula Kröger. Rowohlt, Reinbek 1967
- Ich, ein Mörder. Kriminalroman. Scherz, Bern 1969
- Debbie. Roman. Scherz, Bern 1969
- Der weite Weg nach Arwenack. Roman. Deutsch von Herbert Schlüter und Helmut Degner. Piper, München 1971
- Peggy. Roman. Scherz, Bern 1972
- Die Frau im Spiegel. Roman, Deutsch von Herbert Schlüter, Piper, München 1977
- Poldark-Roman-Serie: Abschied von gestern, Von Anbeginn des Tages, Schatten auf dem Weg, Schicksal in fremder Hand, Im dunklen Licht des Mondes, Das Lied der Schwäne, Vor dem Steigen der Flut. Moewig, Rastatt 1980–82
- Jennifer. Roman. Lübbe, Bergisch Gladbach 1982
- Tödlicher Dank. Kriminalroman. Deutsch von Eva Schönfeld. Scherz, Bern 1994

## Filmografie
Drehbuch
- 1947: Das rettende Lied (Take My Life)
- 1951: Nacht ohne Sterne (Night without Stars)

Literarische Vorlage
- 1956: Am seidenen Faden (Fortune is a Woman)
- 1964: Marnie – Regie: Alfred Hitchcock
- 1969: Die Krücke (The Walking Stick)

## Vertonung
- 2017: Marnie (Oper) von Nico Muhly